# Agricultura extensiva

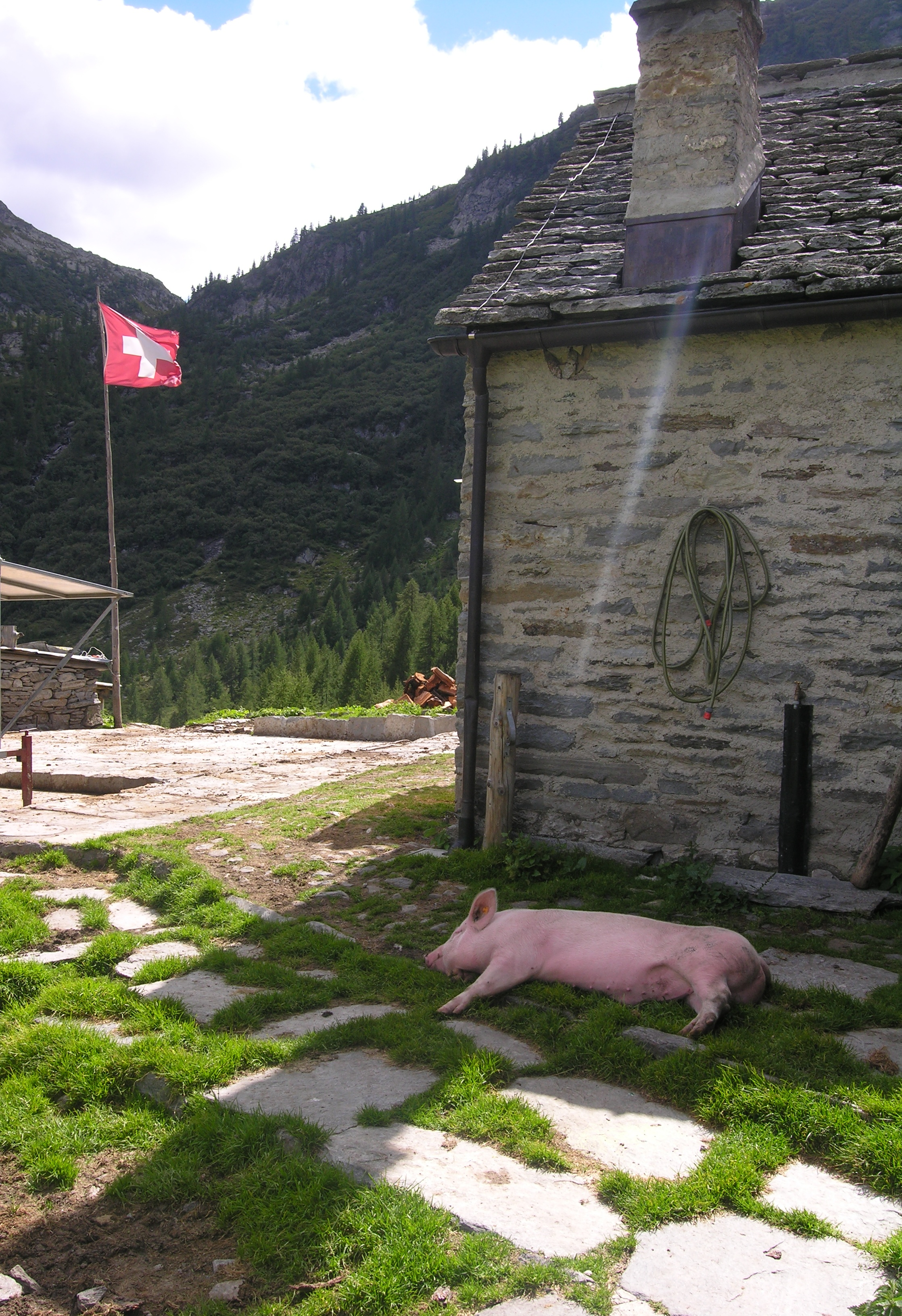
Petita granja muntanyosa a Suïssa que fa una ramaderia extensiva de porcs

L'agricultura extensiva (concepte oposat al d'agricultura intensiva) és un sistema de producció agroramader que procura cultivar grans extensions de terra incorporant els mínims d'insums de treball capital i fertilitzants amb relació a la superfície de terra que està conreant o al ramat que utilitza. Sol incorporar tècniques com les del guaret. L'agricultura extensiva és corrent en zones ramaderes amb bovins o ovelles de baixa productivitat agrícola però també es fa en conreus a gran escala de blat, ordi i altres cereals en llocs com Austràlia (Conca del Murray-Darling).
A Europa, la zona d'agricultura extensiva correspon a les zones on l'agricultura conserva més naturalitat, allà on han estat identificats «sistemes agrícoles amb alt valor natural» (High nature value farmland per la Comissió Europea).
L'agricultura extensiva s'oposa a l'agricultura intensiva, que es caracteritza per rendiments per hectàrea molt elevats i la forma extrema dels quals és l'agricultura sense sòl. Per tant, utilitza pocs aportacions, està menys mecanitzat que l'agricultura intensiva en una superfície equivalent, i es caracteritza per rendiments relativament baixos. En realitat, el terme cobreix una gran diversitat de pràctiques i objectius.

## Geografia

El pasturatge continu d'ovelles o boví és un sistema d'agricultura extensiva molt estès, amb baixes entrades i sortides.

A la península Ibèrica hi ha ramaderia extensiva en els apreciats productes de porc ibèric d'Extremadura i Andalusia. També en moltes extensions de l'altiplà castellà es practica l'agricultura extensiva de cereals si bé amb el pas del temps han tendit a intensificar-se fent servir més ensums com fertilitzants i plaguicides i altres.
Els conreus extensius es troben en latituds mitjanes de tots en zones àrides on no es disposa d'aigua per a regar. Es necessita menys aigua en l'agricultura extensiva que no pas en la intensiva. En alguns llocs d'Austràlia occidental les pastures són tan pobres (per dèficit de pluja i pels sòls pobres) que només es pot pasturar per una ovella per cada milla quadrada. Generalment, els cultius que es practiquen en l'agricultura extensiva són cereals, alfals, farratge. Es practica principalment als països en desenvolupament de les zones africanes, asiàtiques i americanes. El paisatge típic és la pastura. L'agricultura extensiva caracteritza els Estats Units, Austràlia, Argentina i Europa de l'Est.

## Característiques
El pasturisme nòmada és un exemple extrem d'agricultura extensiva, on els pastors mouen els seus animals per fer servir la llum solar intermitent per menjar. Aquesta activitat comporta les següents condicions:
1. Menys treball per unitat de superfície.
2. La mecanització és més efectiva quan s'aplica sobre grans superfícies planes.
3. La més gran eficiència en el treball generalment implica costos de producció menors.
4. S'incrementa el benestar animal en tenir més espai i no restar confinats en gàbies.
5. Menor requeriment d'insums com els fertilitzants.
6. Si els animals pasturen en llocs naturals no hi haurà problemes d'infestació de plantes exòtiques.

Pot haver els següents problemes:
1. Rendiments baixos a curt termini.
2. Gran requeriment de superfícies que limiten la vida silvestre

Abans es pensava que l'agricultura extensiva produïa més metà i òxid nitrós per litres de llet que l'agricultura intensiva.
Un estudi va estimar que la "petjada" de carboni per mil milions de litres de llet produïda el 2007 era del 37 % de la producció equivalent de llet el 1944. No obstant això, un estudi més recent del Centre de coopération internationale en recherche agronomique pour le développement (CIRAD) va trobar que els sistemes de ramaderia extensiva afecten menys el medi ambient que els sistemes intensius.

## Tipus d'agricultura

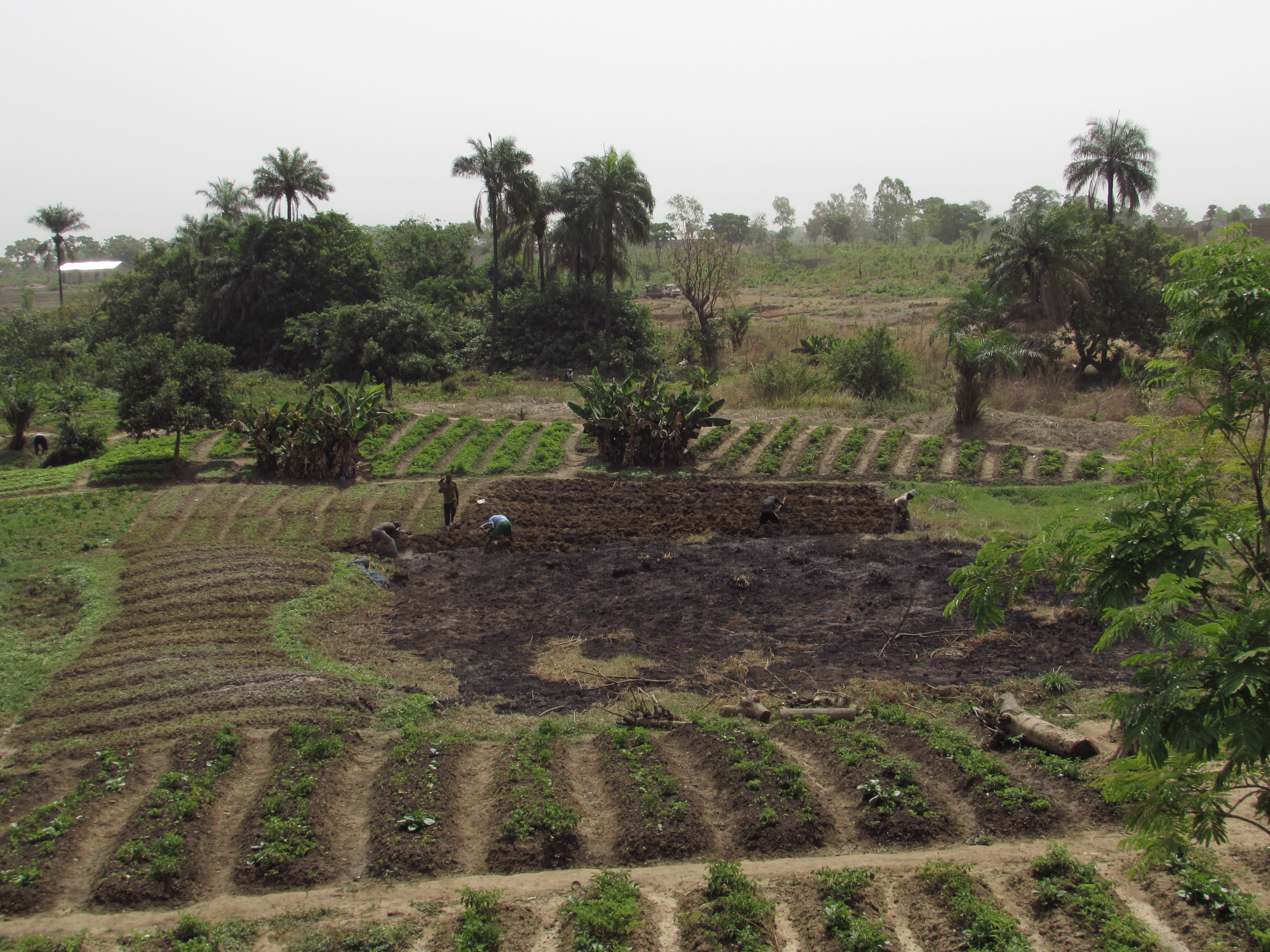
Agricultura extensiva al nord de Benín.

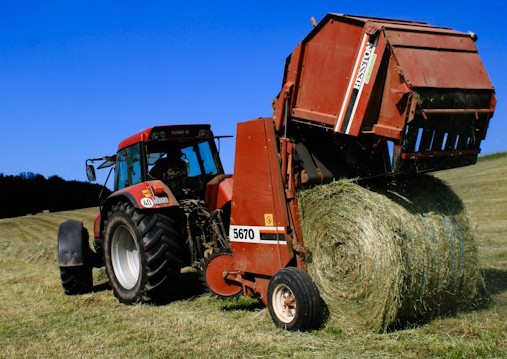
Baler en ús durant l'henificació.

Segons la forma d'ordenació del territori, es distingeix entre:
- Agricultura extensiva que es basa en un ús reduït de rendiment del sòl-millora de materials, (adob, protecció de cultius, llavors, etc.) i/o la reducció de la mà d'obra requerida per unitat de superfície.[11] També se sol relacionar amb terres agrícoles relativament grans. Les grans superfícies es cultiven amb poc esforç, per la qual cosa és menor la productivitat del sòl que a l'agricultura intensiva.

Gairebé totes les formes tradicionals d'agricultura són sistemes extensius. Han alimentat la humanitat durant mil·lennis i segueixen proporcionant el suport de més del 40% de la població mundial a principis del segle xxi. Les formes tradicionalment extensives van tenir en general una influència positiva en la biodiversitat del medi ambient.
Les formes típiques d'agricultura extensiva són el pasturatge a llarga distància, el cultiu itinerant i la cultura recol·lectora. L'agricultura extensiva i la nòmada (inclosa l'estacional) solen estar estretament vinculades històricament.
- Encara que avui dia l'agricultura intensiva ja no es limita a petites extensions de terra (minifundistes), la gestió de la terra es duu a terme amb un elevat ús de materials i/o un més aportació de mà d'obra.[16] La productivitat del sòl és relativament alta.

En contraposició a l'agricultura extensiva, es distingeix, per exemple, entre ramaderia extensiva i ramaderia intensiva. El terme agricultura industrial també s'utilitza en aquest context. A escala mundial i regional, la delimitació varia. Exemples típics que marquen la transició a l'ús intensiu són el regadiu, el drenatge, el desbrossament, l'agricultura en terrasses i la fertilització mineral: Representen intervencions significatives en condicions naturals. Aquestes formes modernes solen tenir un impacte més negatiu als ecosistemes i la biodiversitat que l'agricultura extensiva. Tanmateix, les formes extensives d'ús també poden representar greus intervencions a l'ecosistema: Així, les formes paisatgístiques típiques de l'ús extensiu del sòl a Europa central, com els bruguerars o les pastures alpines dels Alps, són paisatges culturals antropogènics. En general, cal assenyalar que totes les intervencions al medi natural provoquen canvis en els ecosistemes. Els efectes positius s'han de contrastar amb els negatius per comprendre totalment l'impacte.
Els termes agricultura extensiva i agricultura intensiva també s'utilitzen -amb menys precisió- per distingir l′ecològica i la convencional. En aquest context, el guaret i l'ús menys intensiu de la terra són una característica essencial de l'agricultura ecològica o mediambientalment sostenible.

## Modalitats d'agricultura extensiva

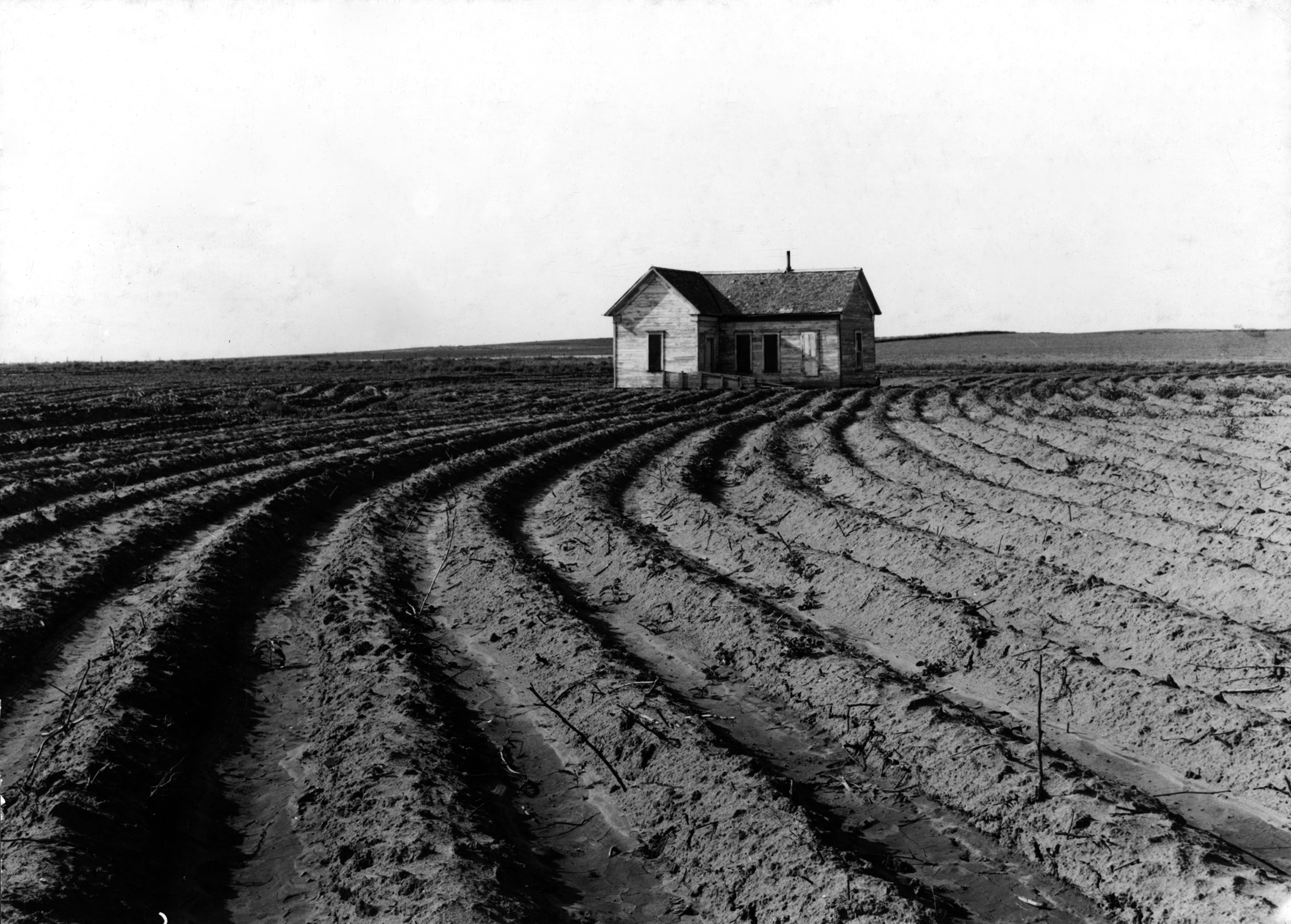
La mecanització de les zones agrícoles (en aquest cas al Comtat de Childress, Estats Units, 1938) ha donat lloc a una concentració de propietaris de terres i una disminució de la biodiversitat i naturalitat del paisatge.

En general, hi ha diverses variants de l'agricultura extensiva:
- Una forma tradicional es troben als països del Tercer Món, que utilitzen limitats recursos tècnics i una mà d'obra relativament elevada i donat el baix nivell de maquinària agrícola utilitzada. El seu tipus extrem és l'agricultura itinerant, sent comú a Àfrica i Sud-amèrica.
- Una moderna, altament mecanitzada i industrialitzada específica dels països «nous» que disposen de grans extensions, especialment a l'Amèrica del Nord o a Àsia central (Kazakhstan) però sovint amb una mà d'obra limitada. En aquest cas, el caràcter extensiu només es refereix a la terra, la productivitat de la mà d'obra és, per contra, més aviat elevada.
- Una agricultura que procura la protecció o restauració de la biodiversitat (amb mesures agroambientals o sense) i busca aquest particular, limitar l'eutrofització del sòl i l'aigua.

La persistència d'aquestes formes d'agricultura extensiva està vinculada a diversos factors:
- La manca de mà d'obra.
- Manca de recursos financers (relacionats amb el subdesenvolupament).
- Les estructures socials i les tradicions d'una regió o comunitat.
- Tipus de sistemes de propietat (latifundis o sistemes comunitaris).
- Condicions climàtiques, zones semiàrides, o naturals (qualitat del sòl) desfavorable per a sistemes intensius, els quals no permeten.
- El desig o l'obligació de protecció del medi ambient, protecció o restauració del sòl (lluita contra l'erosió, lluita contra la desertificació)

Revela en alguns casos un feble control del territori, o al contrari, una gestió (tradicional o moderna) adaptada a la pobresa o vulnerabilitat del sòl. Les reformes agràries han incidit a intensificar els sistemes agrícoles, en alguns casos amb efectes adversos (degradació dels sòls, salinització, esgotament de les aigües subterrànies, dependència agrícola d'importació de petroli o de soja, blat, etc.). Per raons de protecció del medi ambient contra l'eutrofització deguda als fertilitzants i els impactes dels plaguicides als països tant rics com pobres, han aparegut incentius per als països i estímuls a l'agricultura extensiva a la dècada de 1990, especialment a Europa en el context agroambiental de la Política Agrícola Comuna o en alguns llocs Natura 2000.
A Europa, l'agricultura extensiva en els anys 1970-1980 ha estat comparada amb l'agricultura tradicional de determinades regions desafavorides quant a les condicions naturals: l'agricultura de muntanya, l'agricultura tradicional en certes regions del Mediterrani. La política agrícola comuna, que ha fomentat en els seus començaments, la intensificació de l'agricultura s'està orientant des de la seva recent reforma, aprovada el 2003, a una neta desintensificació, com el desacoblament de les subvencions a la producció.
Per exemple, a França certs grups d'actors com el sindicat Confédération Paysanne defensen el desenvolupament d'una determinada forma d'agricultura extensiva, considerada més sostenible, sempre que preservi el nivell d'ocupació i de renda dels pagesos. Els atles existents encara mostraven disparitats regionals i intraregionals molt fortes el 2006 pel que fa a la intensitat de les pràctiques agrícoles. L'agricultura extensiva continua limitada principalment a sòls pobres de muntanya i grans àrees de cereals que són exemples de conreus extensius moderns.

## Cultura
Per exemple a Terres conreades, novel·la de l'escriptor rus Mikhaïl Xólokhov. El primer volum es va publicar el 1932, el segon el 1959. L'obra està dedicada a la col·lectivització sobre el Don i el moviment «Vint-i-cinc mil».
També una cançó del poeta de la Dinastia Song Fan Chengda al poema "En lloança de cremar els camps" (劳畲耕) escriu que els camperols de les Tres Gorges abans de la pluja cremen els camps, després de la pluja reguen els cultius a les cendres de blat i naixeran fesols de gran qualitat.